# Circolo Canottieri Ortigia 2020-2021

## Rosa
| N° |                       | Ruolo | Giocatore             |
| -- | --------------------- | ----- | --------------------- |
|    | Italia (bandiera)     | P     | Enrico Caruso         |
|    | Italia (bandiera)     | P     | Stefano Tempesti      |
|    | Italia (bandiera)     | D     | Lorenzo Giribaldi     |
|    | Italia (bandiera)     | D     | Simone Rossi          |
|    | Italia (bandiera)     | D     | Niccolò Rocchi        |
|    | Italia (bandiera)     | A     | Filippo Ferrero       |
|    | Italia (bandiera)     | A     | Sebastiano Di Luciano |
|    | Montenegro (bandiera) | A     | Stefan Vidović        |

| N° |                   | Ruolo | Giocatore            |
| -- | ----------------- | ----- | -------------------- |
|    | Italia (bandiera) | A     | Valentino Gallo      |
|    | Italia (bandiera) | A     | Cristiano Mirarchi   |
|    | Italia (bandiera) | CB    | Christian Napolitano |
|    | Italia (bandiera) | CB    | Francesco Condemi    |
|    | Italia (bandiera) | CB    | Martino Abela        |
|    | Italia (bandiera) | CV    | Andrea Condemi       |
|    | Italia (bandiera) | CV    | Francesco Cassia     |
|    | Italia (bandiera) | CV    | Massimo Giacoppo     |

### Staff tecnico
| Allenatore: | Stefano Piccardo |

## Mercato
| Acquisti | Acquisti | Acquisti | Acquisti |
| R.       | Nome     | da       |          |
| -------- | -------- | -------- | -------- |

| Cessioni | Cessioni | Cessioni | Cessioni |
| R.       | Nome     | a        |          |
| -------- | -------- | -------- | -------- |